# Prilesje, Lukovica
Prilesje je naselje v Občini Lukovica.